# Dargov
Dargov (em húngaro: Dargó) é um município da Eslováquia, situado no distrito de Trebišov, na região de Košice. Tem 21,88 km² de área e sua população em 2018 foi estimada em 601 habitantes.

## Demografia
| Ano:        | 1994 | 2004   | 2014    | 2024   |
| ----------- | ---- | ------ | ------- | ------ |
| Broj ljudi: | 539  | 541    | 608     | 636    |
| Razlika:    |      | +0,37% | +12,38% | +4,60% |

| Ano:               | 2023 | 2024   |
| ------------------ | ---- | ------ |
| Número de pessoas: | 619  | 636    |
| Diferença:         |      | +2,74% |